# 竹内正実
竹内 正実（たけうち まさみ、男性、1967年1月22日 - ）は、日本のテルミン奏者。

## 概説
埼玉県生まれ、静岡県浜松市在住。大阪芸術大学音楽学科音楽工学専攻卒業。1993年にロシアへ渡り、電子楽器テルミン発明者であるレフ・テルミン血縁の弟子リディア・カヴィナより、レフ・テルミン直系の演奏法を学ぶ。小型テルミン『マトリョミン』（マトリョーシカの中にテルミンを仕込んだもの）をも開発し、代表を務めるマンダリンエレクトロンにて製造・販売している。
2016年12月25日、横浜でのクリスマスコンサート中に脳出血を起こし、脳卒中のリハビリにも励んでいる。

## 作品
- 『訪れざりし未来~Compositions for theremin』
- 『VOCALISE』
- 『care&cure mind care music』（オムニバス）

## 出演
- 2003年度NHKロシア語会話
ただすけによる番組テーマ曲「みつめた先」を演奏
- ドキュメンタリー映画『ニ・ムリョート』（2018年）
澤佳一郎監督・撮影の、竹内が脳出血から復活するまでを追ったドキュメンタリー映画